# Kurt Caesar
Kurt Kaiser (né le 30 mars 1906 à Montigny-lès-Metz et mort le 12 juillet 1974 à Bracciano), connu sous le pseudonyme de Kurt Caesar, est un illustrateur et auteur de bande dessinée germano-italien. Il a illustré de nombreuses bandes dessinées en Italie et en Allemagne, entre 1935 et 1974.

## Biographie
Kurt Kaiser naît le 30 mars 1906 à Montigny-lès-Metz, dans la périphérie de Metz, pendant la première annexion allemande. D'origine allemande, il quitte la Lorraine pour la capitale de l'Allemagne, Berlin. Il étudie à l'école polytechnique de Leipzig. Passionné de dessin, il fréquente l'académie des beaux arts de Munich. Son père veut faire de lui un chirurgien, mais doit y renoncer face au talent artistique et à la détermination de son fils. Sportif dans plusieurs disciplines, Kurt Caesar devient un temps boxeur professionnel.
Dès 19 ans, Kurt Kaiser travaille comme rédacteur à la revue Die Kultur. La directrice du magazine deviendra ensuite son épouse. En 1929, il devient correspondant du périodique Di Zurigo. Il collabore également à diverses revues allemandes. Sa première illustration est publiée dans l'hebdomadaire italien La Risata, puis dans l'hebdomadaire pour la jeunesse Il Vittorioso. Il devient célèbre en dessinant les séries d'aviation Will Sparrow (1937-1941, scénario de Luigi Cordero) et Romano il legionario (1938-1943).
Durant la Seconde Guerre mondiale, Kurt Kaiser est incorporé dans l'armée allemande et participe, en 1943, à la campagne de Libye, au côté de Rommel. Interprète dans l'Afrika Korps, il a le temps de dessiner. Capturé par les Anglais, il part en captivité en 1943. Kaiser se servira plus tard de son expérience de combattant pour illustrer les combats, aériens et terrestres, et plus généralement illustrer les histoires de guerre.
Après guerre, Kurt Kaiser reprend ses activités d'illustrateur en Italie. De 1952 à février 1959, il travaille sur les couvertures de la revue Urania, le premier périodique de science-fiction italien. Œuvrant uniquement pour l'illustration, son nom est désormais étroitement lié à la Science-fiction. Il collabore entre autres à deux publications romaines, Oltre il Cielo et Cronache del Futuro. Son activité professionnelle et ses connaissances linguistiques l'amènent à voyager dans toute l'Europe, ainsi qu'en Asie, développant sa popularité dans le monde de la BD.
Dans les années 1960, s'amorce son déclin professionnel. La mort de son épouse, après une longue maladie, le laisse ruiné. Se retrouvant seul avec son fils, Kurt Caesar trouve refuge dans le village italien de Bracent. Si son style est un peu passé de mode dans le monde de la Science-fiction, il travaille toujours pour des éditeurs romains, mais aussi pour la Fleetway de Londres, notamment pour la BD Jet Logan. En Allemagne, il travaille également sur les couvertures de la série Perry Rhodan, une longue saga spatiale traduite dans toutes les langues. Kurt Kaiser resta actif jusqu'à la fin, décédant le 12 juillet 1974 à Bracciano, en Italie.
Au cours de sa carrière, il signa ses histoires et dessins sous plusieurs pseudonymes : Caesar, Away, Jack Away, Avai Cesare, ou encore Corrado Caesar.